# Wilhelm Roelen
Wilhelm Roelen (* 8. Juli 1889 in Mariadorf bei Aachen; † 22. Mai 1958 in Mülheim an der Ruhr auf Schloss Styrum) war ein deutscher Bergbauingenieur und Unternehmer.

## Leben

### Jugend und Ausbildung
Wilhelm Roelen war Sohn von Friedrich Wilhelm Roelen (1858–1915) und Johanna Frohn (1859–1934), die einer alten Bergmannsfamilie aus dem Raum Aachen angehörten. Von 1910 bis 1914 studierte er Bergbauwissenschaften an der RWTH Aachen mit dem Abschluss als Diplomingenieur und erhielt 1915 die Konzession als Markscheider. Roelen wurde 1922 mit dem Thema „Die planmäßige Erfassung und Auswertung der Betriebsvorgänge im Steinkohlenbergbau“ zum Dr. Ing. promoviert.

### Beruflicher Werdegang
Erste berufliche Erfahrungen als Ingenieur sammelte Roelen beim Eschweiler Bergwerksverein auf dem Gebiet der betriebswirtschaftlichen Rationalisierungen. 1917 wechselte er zur Gewerkschaft Deutscher Kaiser in Duisburg, einem Unternehmen des Thyssen-Konzerns, wo er 1920 zum Betriebsinspektor ernannt wurde. Es folgten von 1924 bis 1926 Tätigkeiten als Bergwerksdirektor der Zechen Friedrich Thyssen 2/5 in Dinslaken-Lohberg und Rhein I in Walsum-Wehofen.
Nach der Gründung der Vereinigten Stahlwerke AG im Jahre 1926 beschäftigte sich Roelen dort als Referent in der Bergbauhauptverwaltung mit Rationalisierungen im Bergbau und entwickelte das Konzept des Verbundbergwerks, das er später mit dem Bergwerk Walsum umsetzte. 1929 wechselte Roelen zu den Thyssenschen Gas- und Wasserwerken, wo er 1933 Geschäftsführer und 1937 Generaldirektor wurde. Ab 1939 war er Generaldirektor aller deutschen Werke des Thyssen-Konzerns und Generalbevollmächtigter von Heinrich Thyssen-Bornemisza.
Nach dem Zweiten Weltkrieg wurde Wilhelm Roelen 1947 entnazifiziert und als „unbelastet“ eingestuft und war maßgeblich am Wiederaufbau und an der Rationalisierung des westdeutschen Steinkohlenbergbaus beteiligt. 1953 schied er aus der Leitung der Thyssen-Gruppe aus, blieb jedoch im Vorstand der Gewerkschaft Walsum und saß in verschiedenen Thyssen-Gesellschaften im Aufsichtsrat.
Als Generaldirektor von Thyssen wurde Wilhelm Roelen Schloss Styrum in Mülheim/Ruhr als Wohnsitz überlassen. Hier lebte er mit seiner Familie bis zu seinem Lebensende im Jahre 1958. Der Nachlass Roelens befindet sich im Thyssen-Krupp-Konzernarchiv.

## Ämter und Ehrungen
- 1917 bis 1919 Lehrer für Bergbaukunde und Geologie an der Bergschule Hamborn
- Mitglied der Deutschen Zentrumspartei bis zum Parteienverbot 1933
- 1932 bis 1933 Mitglied des Kreistages Dinslaken für die Zentrumspartei
- 1940 Ehrenbürger der RWTH Aachen
- 1943 Ernennung zum Wehrwirtschaftsführer trotz Einspruch der NSDAP-Gaustabsleitung Essen[3]
- 1946 Beteiligung an der Gründung der Max-Planck-Gesellschaft
- 1949 Beteiligung an der Gründung der Fraunhofer-Gesellschaft
- 1951 bis 1955 zweiter Präsident der Fraunhofer-Gesellschaft[5]
- 1954 Verleihung des Großen Verdienstkreuzes der Bundesrepublik Deutschland
- 1954 Benennung des Schachtes II des Verbundbergwerks Walsum als Schacht Wilhelm Roelen
- 1954 Umbenennung der Timmermann- und der Wilhelmstraße in Walsum in Dr.-Wilhelm-Roelen-Straße anlässlich des 65. Geburtstages

## Zwangsarbeit
Wilhelm Roelen steht in der Kritik, weil unter seiner Leitung als „Wehrwirtschaftsführer“ das Bergwerk Walsum während des Zweiten Weltkriegs überdurchschnittlich viele Kriegsgefangene und Zwangsarbeiter beschäftigte. Die aktiv angeforderten sowjetischen Zwangsarbeiter hausten unter menschenunwürdigen Bedingungen in Unterkünften, in denen es am Allernotwendigsten fehlte. Mehr als einhundert sowjetische Arbeitskräfte starben.
Im Jahre 1947 zog Roelen seine Kandidatur zum Leiter der Verwaltung der deutschen Kohlengruben zurück, nachdem Gewerkschafter, Sozialdemokraten und Kommunisten wegen seiner Tätigkeit als Wehrwirtschaftsführer in der NS-Schwerindustrie dagegen protestiert hatten.
2005 lehnte die Walsumer Bezirksvertretung die Umbenennung der Dr.-Wilhelm-Roelen-Straße ab.
Anlässlich einer Gedenkfeier zum 50. Todestag Wilhelm Roelens im Sommer 2008 auf dem Gelände des Bergwerks Walsum kam es zu Protesten und einer Demonstration.

## Veröffentlichungen (Auswahl)
- Die planmäßige Erfassung und Auswertung der Betriebsvorgänge im Steinkohlenbergbau. 1922 (Dissertation, Aachen)
- Die Entwicklung zum Verbundbergwerk im Ruhrkohlenbezirk. In: Glückauf, Nr. 66, 1930, S. 1749–1759, 1789–1794
- Die Ruhrkohle in der Weltwirtschaft, 1948
- Verbundwirtschaft als Grundlage künftiger Wirtschaftsgestaltung. In: Energieverbundwirtschaft, Tagungsbericht 1951, Heft 3, S. 267–278